# Шитубек (Кызылординская область)
Шитубек (каз. Шитүбек, до 2020 г. — Водокачка) — село в Казалинском районе Кызылординской области Казахстана. Входит в состав Карашенгельского сельского округа. Находится примерно в 9 км к югу от районного центра, посёлка Айтеке-Би. Код КАТО — 434441300.

## Население
В 1999 году население села составляло 122 человека (67 мужчин и 55 женщин). По данным переписи 2009 года, в селе проживал 81 человек (48 мужчин и 33 женщины).